# برونو کاستوس
برونو کاستوس (انگلیسی: Bruno Custos؛ زادهٔ ۲۹ آوریل ۱۹۷۷) بازیکن فوتبال اهل فرانسه است.
از باشگاه‌هایی که در آن بازی کرده‌است می‌توان به اشپورت فقاند زیگن، باشگاه فوتبال فورتونا دوسلدورف، و باشگاه فوتبال متس اشاره کرد.